# Скороходов, Денис Александрович
Дени́с Алекса́ндрович Скорохо́дов (род. 23 сентября 1981, Москва, СССР) — российский футболист, полузащитник.

## Карьера
Воспитанник ФШМ «Торпедо». Профессиональную карьеру начал во Втором дивизионе в составе московского «Торпедо-2». В 2001 году подписал контракт с клубом «Чкаловец-1936». В 2008 году пополнил ряды клуба КАМАЗ. В декабре 2009 года покинул клуб из-за конфликта с руководством и перешёл в барнаульское «Динамо». 27 января 2011 года вновь вернулся в «Сибирь». В 2016 году завершил карьеру.

## Достижения
- Бронзовый призёр Первого дивизиона (2): 2007, 2008
- Победитель зоны «Восток» Второго дивизиона: 2004
- Серебряный призёр зоны «Восток» Второго дивизиона: 2002